# Col de Merdassier
Le col de Merdassier est un petit col routier de France situé en Haute-Savoie, dans la chaîne des Aravis, au-dessus des villages de la Clusaz et de Manigod. Situé à une altitude de 1 500 mètres et dominé par la pointe de Merdassier à l'est et la tête de Cabeau au nord, il tire son nom d'un chalet d'alpage situé juste avant le col.
Il permet d'accéder en toutes saisons au secteur de l'Étale de la station de sports d'hiver de la Clusaz mais il ne permet cependant pas de changer de vallée avec un véhicule : la route départementale 160 venant du col de la Croix Fry au nord franchit le col mais s'arrête quelques centaines de mètres plus loin, en balcon au-dessus de la haute vallée du Fier située au sud ; quelques chemins carrossables prolongent la route jusqu'à des chalets de montagne dans la forêt.

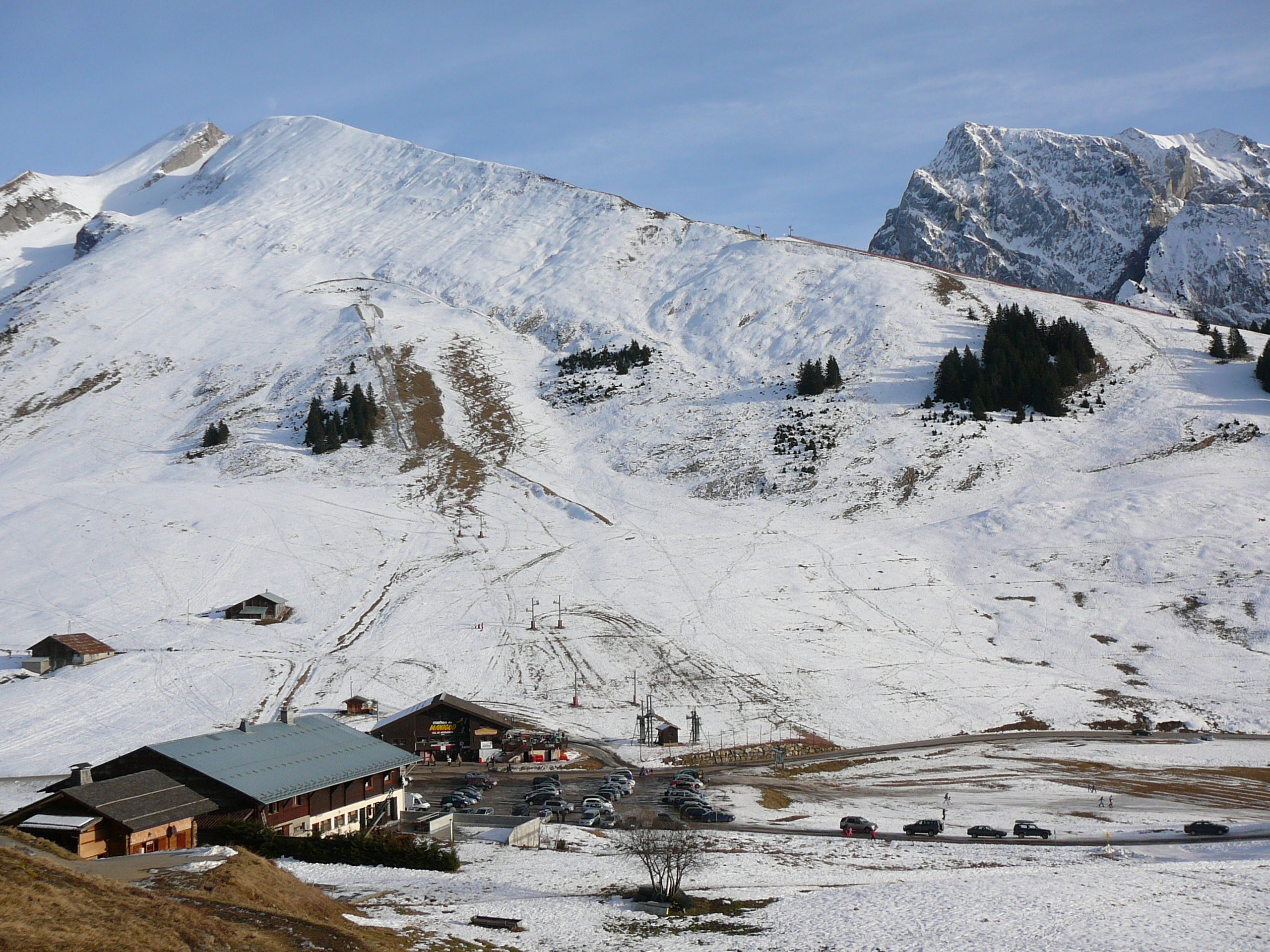
Vue hivernale du col de Merdassier (entre les deux chalets) avec la pointe de Merdassier (à gauche) et l'Étale (à droite).